# Ağaxan Abdullayev

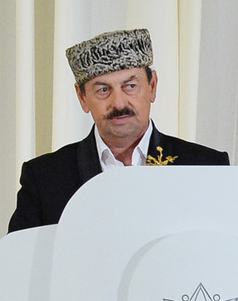
Ağaxan Abdullayev, 2015

Ağaxan Minaxan oğlu Abdullayev (Aghakhan Abdullayev; * 6. Februar 1950 in Baku; † 25. Dezember 2016) war ein aserbaidschanischer Mughamsänger (khananda) und Musikpädagoge.
Abdullayev studierte nach dem Abitur von 1968 bis 1973 Gesang an der Asəf-Zeynallı-Musikschule in Baku. Seine musikalische Laufbahn begann 1969 im Əbilov-Klub, wo er bis 1977 als Ensembleleiter tätig war. Er unterrichtete ab 1977 an der Zeynallı-Musikschule und arbeitete bis zu seinem Lebensende als Mugham-Lehrer am Nationalkonservatorium von Aserbaidschan.
1975 trat er in der Konzerthalle der Staatlichen Aserbaidschanischen Philharmonie auf. Er nahm in der Folgezeit an nationalen und internationalen Festivals der Volksmusik teil und unternahm Konzertreisen u. a. durch Kasachstan, Georgien, Usbekistan, Deutschland, die Niederlande, Belgien, Frankreich, Australien, Indien, den Irak, Tunesien, die Türkei, den Iran, Kanada, Russland, Österreich und Schweden. 1992 wurde er als Verdienter Künstler, 1996 als Volkskünstler der Republik Aserbaidschan ausgezeichnet. Für seine Tätigkeit als Musikpädagoge erhielt er 2000 ein Ehrendiplom des aserbaidschanischen Erziehungsministeriums.